# François Dumont (sculpteur)
Pour les articles homonymes, voir François Dumont et Dumont.
François Dumont, né en 1687 à Paris, et mort en 1726 à Lille (Nord), est un sculpteur français.

## Biographie
François Dumont est le fils du maître sculpteur Pierre Dumont et de Marie Mercier. Il est le frère du peintre Jacques Dumont dit Le Romain (1701-1781), et le deuxième représentant d'une lignée de cinq sculpteurs.
Il obtient le Grand prix de sculpture de 1709. Agréé l'année précédente, François Dumont est reçu, le 24 septembre 1712, à l'Académie royale de peinture et de sculpture avec son marbre du Titan foudroyé (Paris, musée du Louvre). 
Le 21 novembre 1712, il épouse Anne-Françoise Coypel à l'église Saint-Germain-l'Auxerrois, fille de Noël Coypel (1628-1707), peintre ordinaire du Roi et d'Anne Françoise Perrin  (vers 1665-1728), artiste peintre aux galeries du Louvre,. De cette union naîtra Edme (1720-1775), qui devint sculpteur, père de Jacques-Edme (1761-1844) et grand-père d'Augustin Dumont (1801-1884), eux aussi sculpteurs. 
En 1721, il fut appelé à la cour de Lorraine en tant que premier sculpteur du duc Léopold, pour diriger les artistes du duc. Il collabora étroitement avec l'architecte Germain Boffrand dans l'ornementation du château de Lunéville et produisit lui même d'importants ouvrages de sculpture, dont subsistent les trophées d'armes du grand salon, ainsi que les mascarons ornant les arcades du corps principal du château. Il y forma le sculpteur Barthélemy Guibal qui exécuta, d'après ses modèles, les têtes d'angelots ornant les grandes arcades de la chapelle, et lui succéda dans sa charge de premier sculpteur du duc de Lorraine. 
En 1725, il exécuta pour les façades latérales de l'église Saint-Sulpice à Paris quatre grandes statues : Saint Pierre et Saint Paul pour la façade nord, Saint Jean et Saint Joseph pour la façade sud.
Il mourut en 1726 des suites d'une chute d'échafaudage en procédant au montage du mausolée de Louis de Melun dans l'église des Dominicains de Lille. 

## Collections publiques
- Compiègne, église Saint-Jacques : Saint Pierre et Saint Paul, statues en pierre, 1713
- Lunéville, château : mascarons, dessus de porte de la Salle des trophées, 1721
- Montpellier, musée Fabre : Mademoiselle Bonnier, fragment du mausolée des filles de Joseph Bonnier, 1719
- Paris : 
  - église Saint-Sulpice :
    - Façade du transept nord :
      - Saint Pierre, statue en pierre, 1725
      - Saint Paul, statue en pierre, 1725

    - Façade du transept sud :
      - Saint Jean-Baptiste, statue en pierre, 1725
      - Saint Joseph, statue en pierre, 1725

  - musée Carnavalet : Saint Jean-Baptiste[8] et Saint Joseph[9], statuettes en terre cuite, 1725
  - musée du Louvre : Titan foudroyé, statuette en marbre, 1712, morceau de réception à l'Académie de peinture et de sculpture[10]
- Vieux-Moulin, Prieuré de Saint-Pierre-en-Chastres : têtes d'angelots, 1713[11]

## Autres collections
- Château de Windsor, collections royales anglaises : Prométhée enchaîné, bronze, 1710[12]

## Galerie

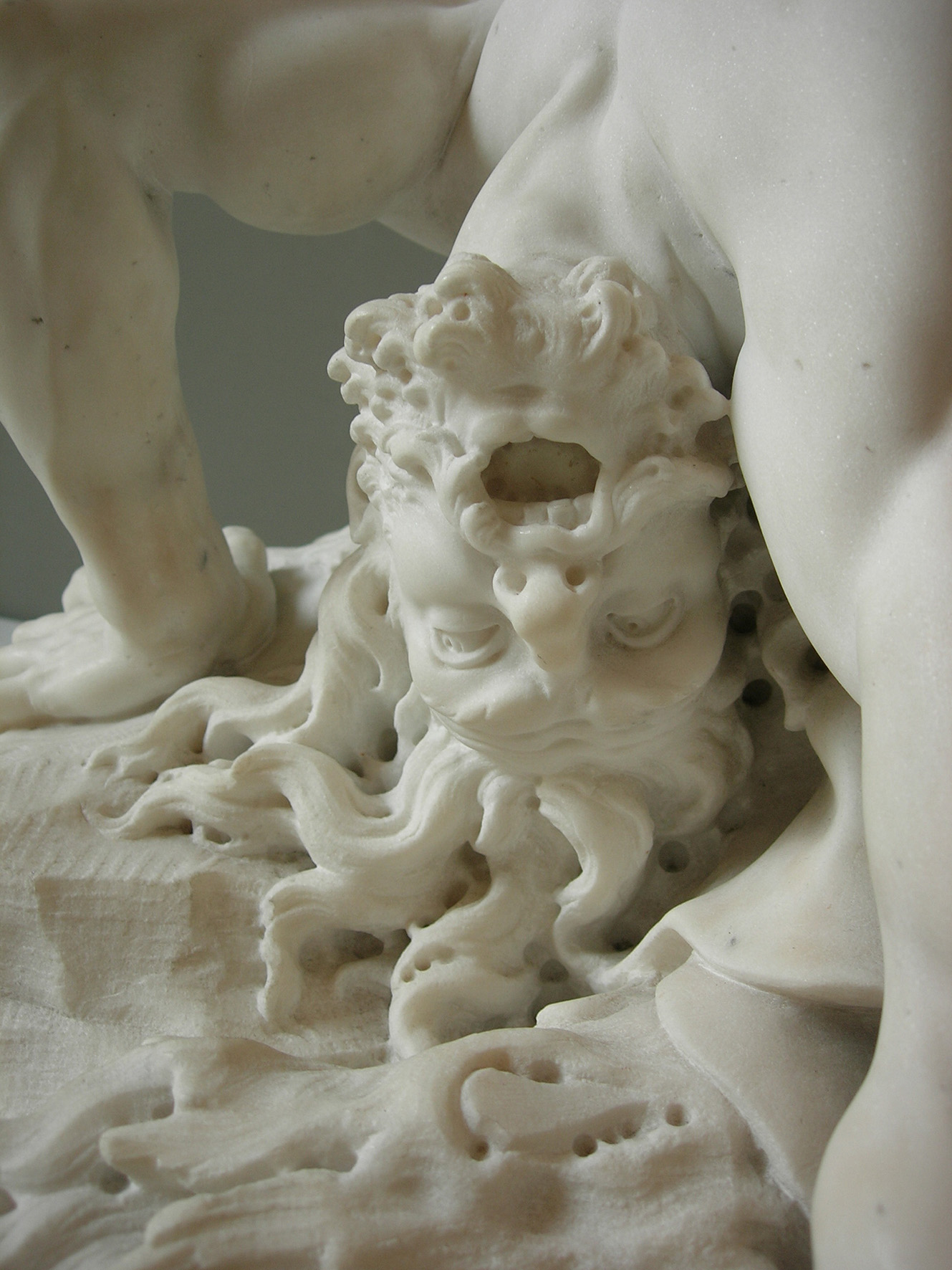
Détail du Titan foudroyé (morceau de réception, 1712)
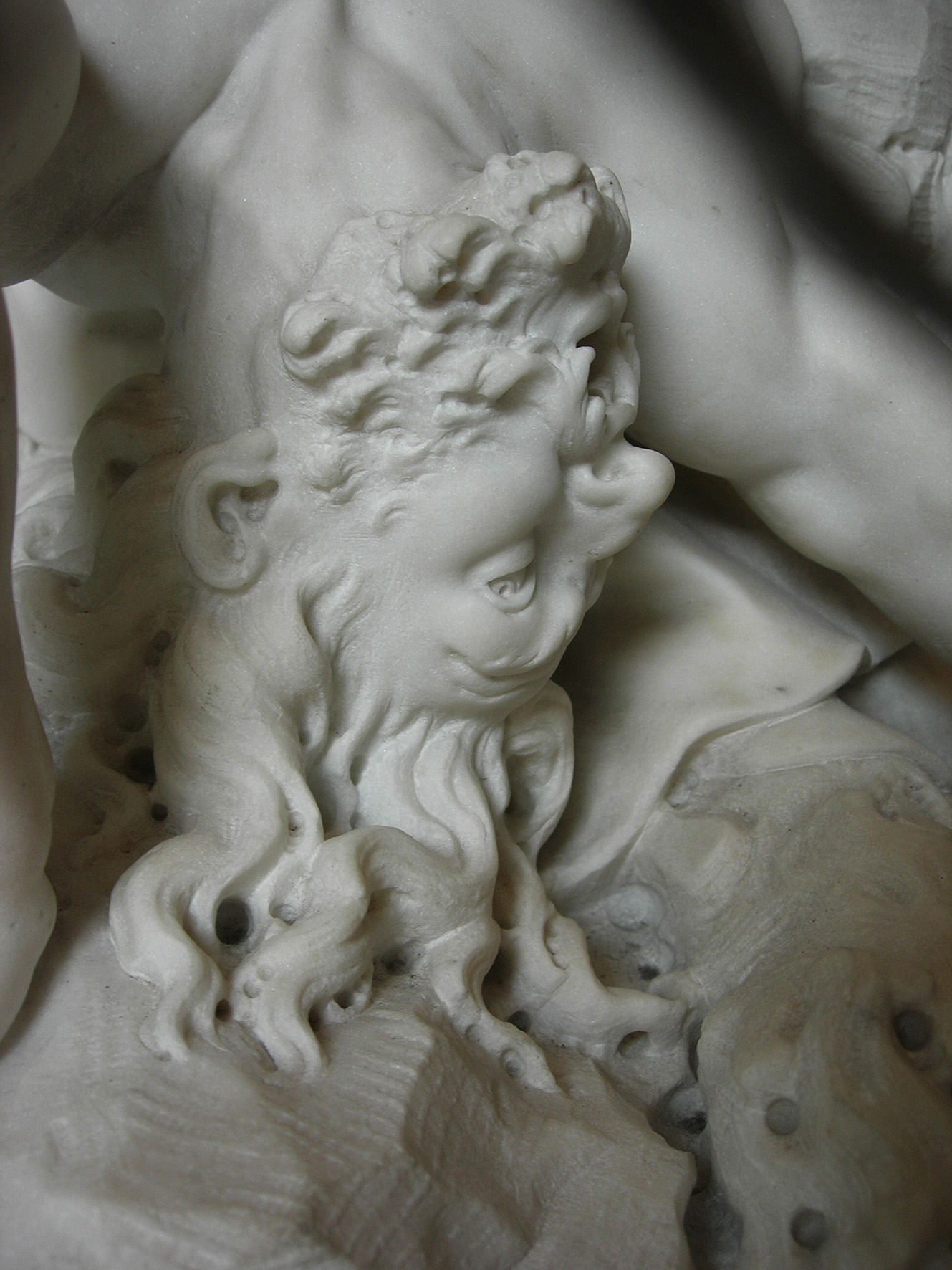
Détail du Titan foudroyé (morceau de réception, 1712)
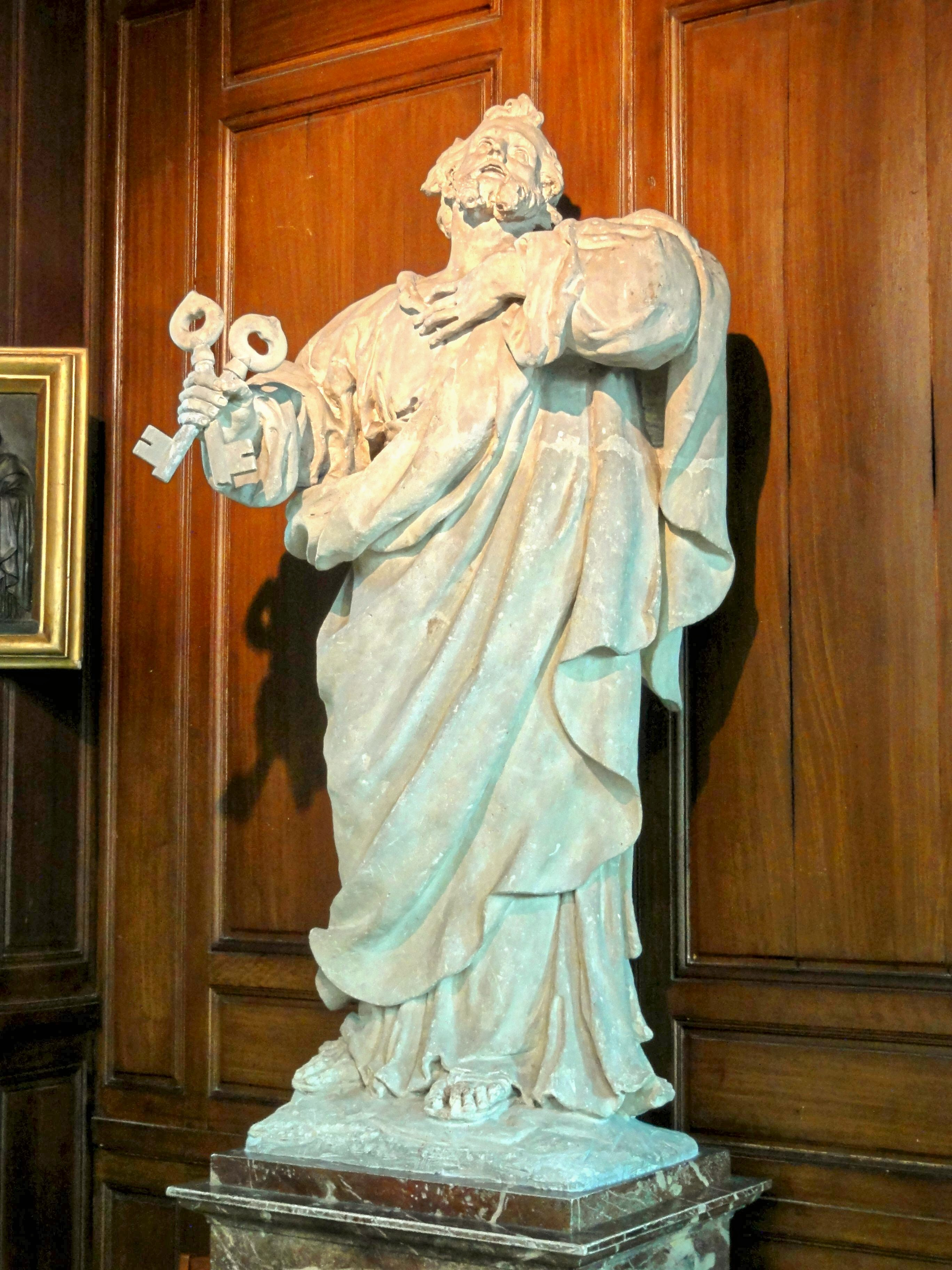
Compiègne, église Saint-Jacques, Saint Pierre, 1713
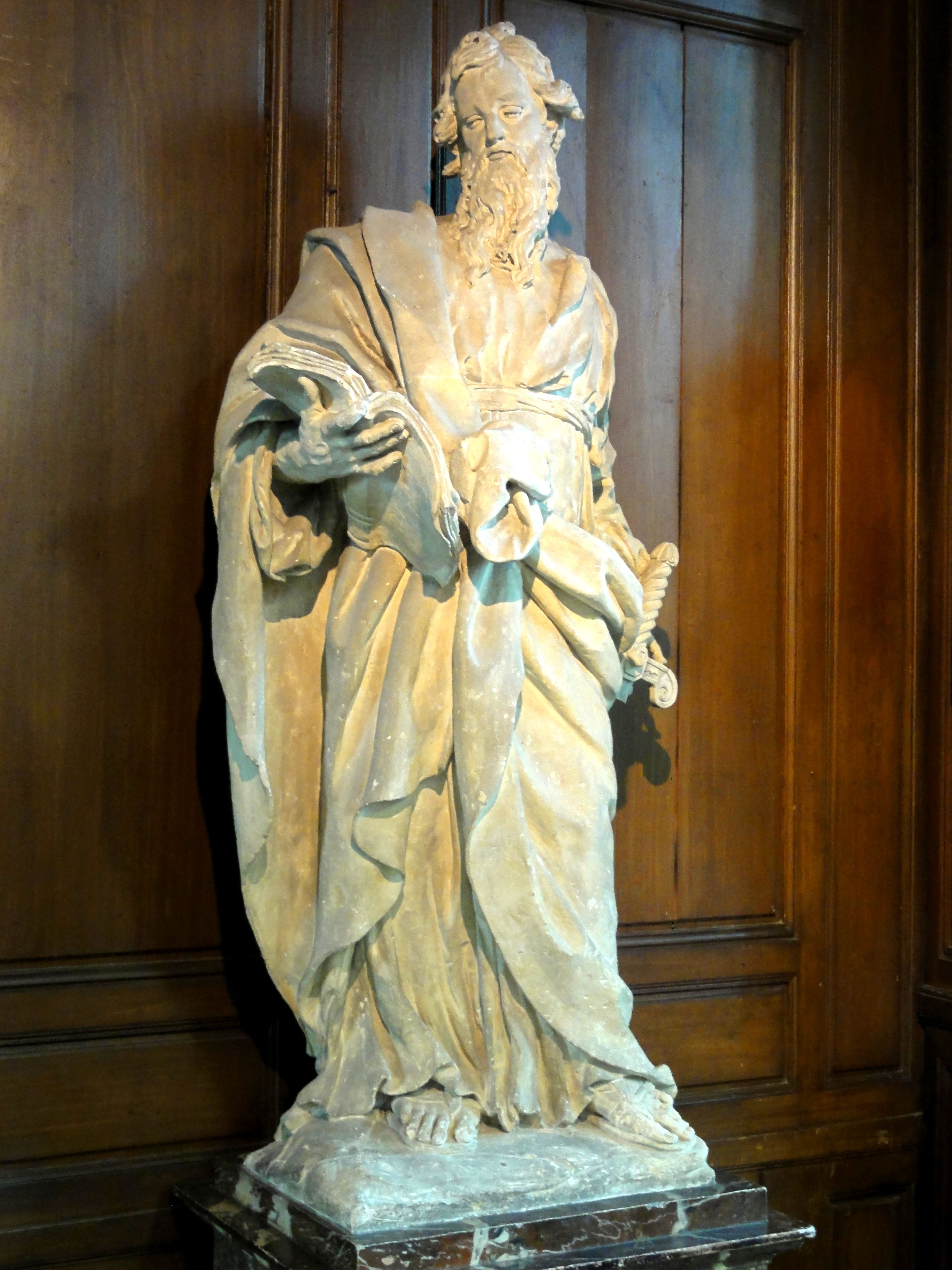
Compiègne, église Saint-Jacques, Saint Paul, 1713
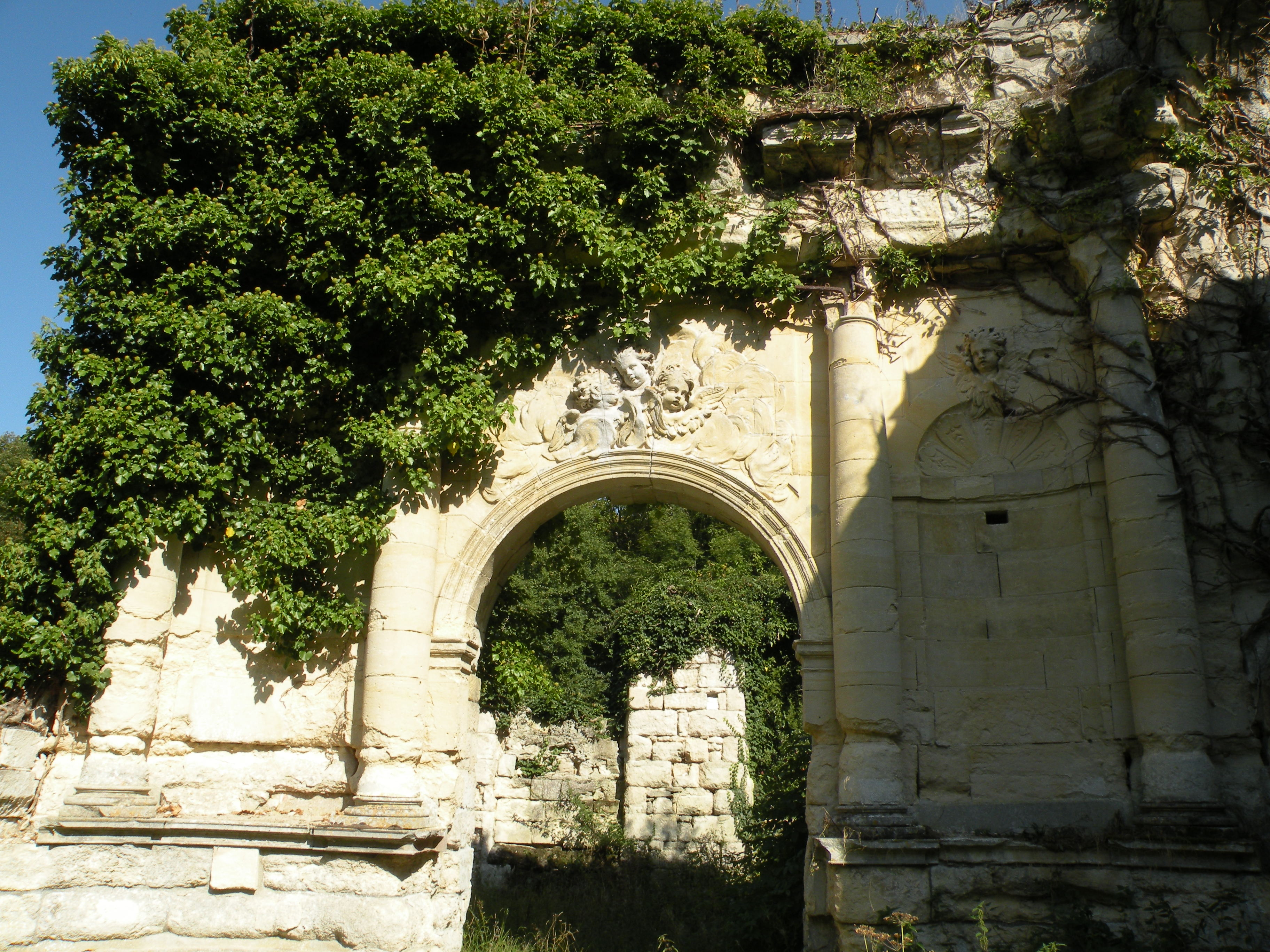
Prieuré de Saint-Pierre-en-Chastres (Vieux-Moulin)
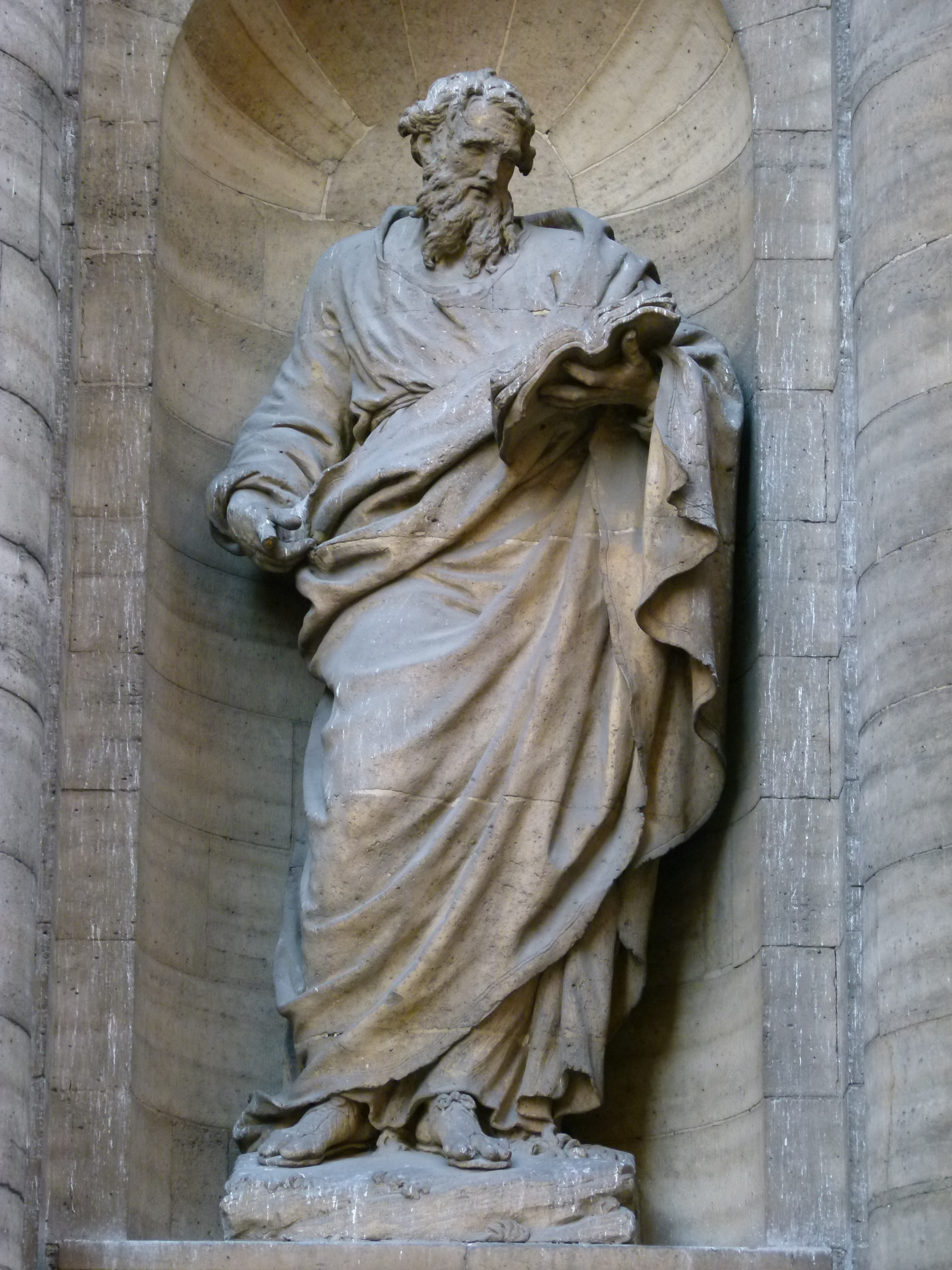
Paris, église Saint-Sulpice, portail sud, Saint Joseph, 1725
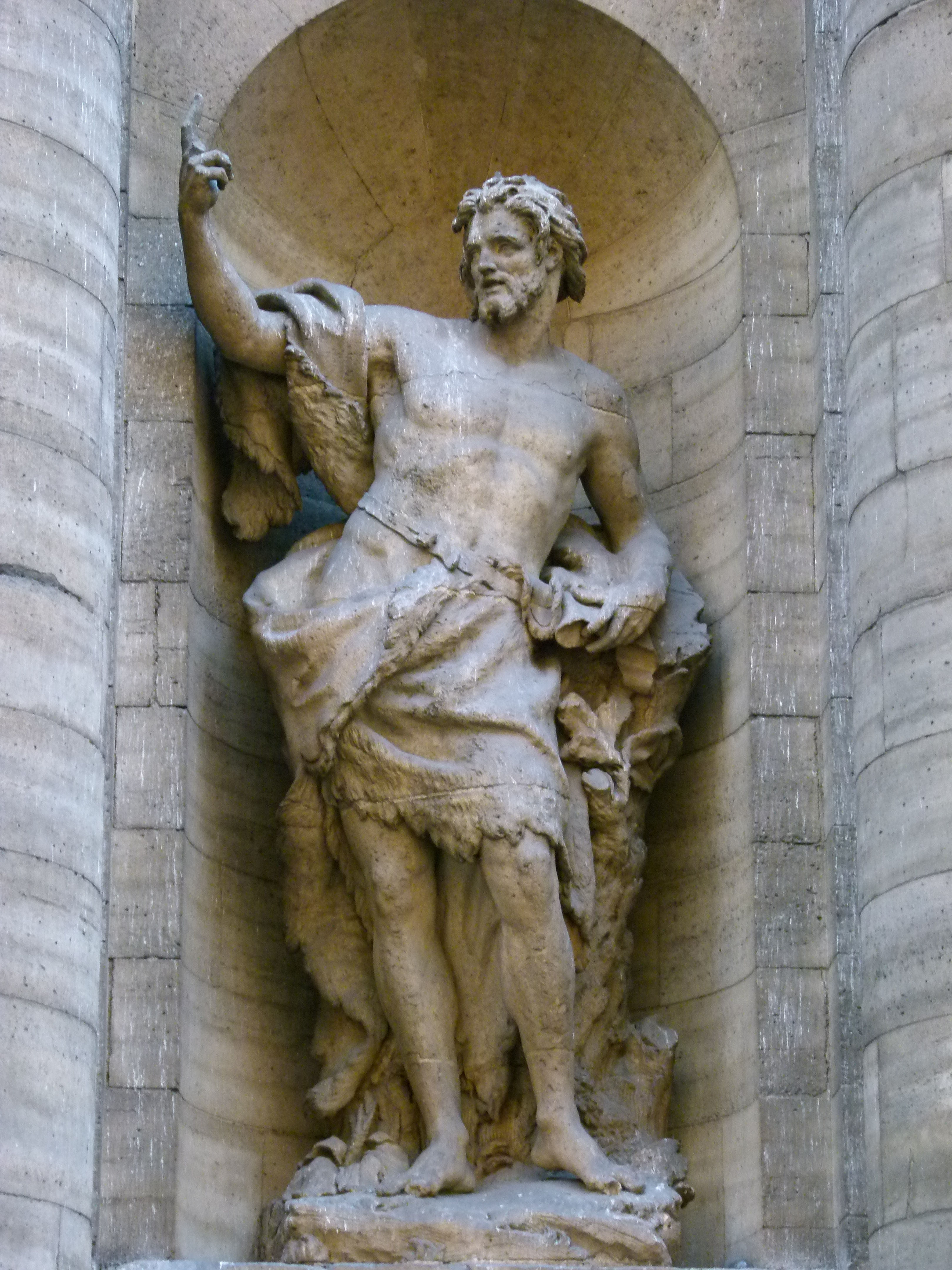
Paris, église Saint-Sulpice, portail sud, Saint Jean-Baptiste, 1725
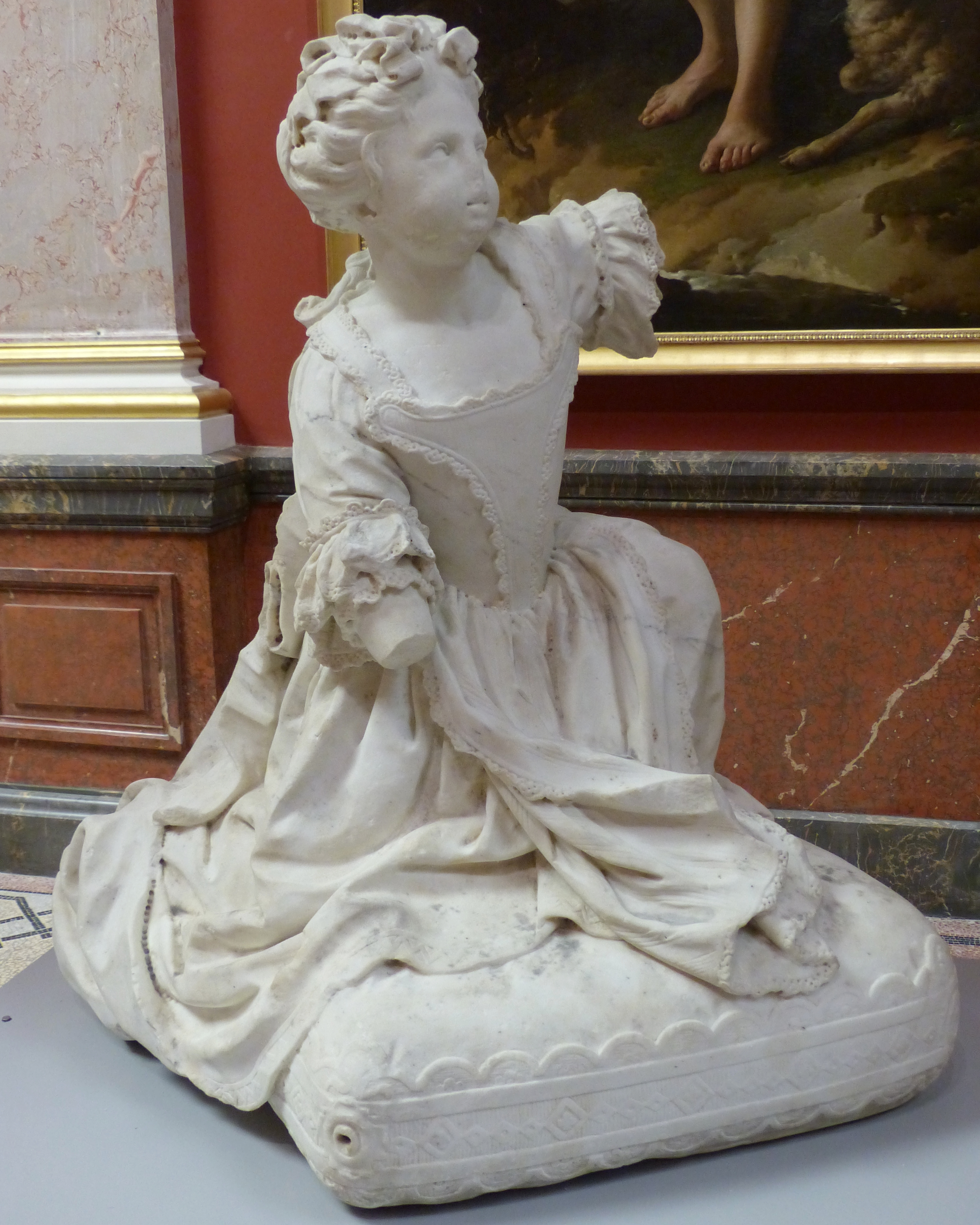
Mademoiselle Bonnier, 1719 (Montpellier, Musée Fabre)
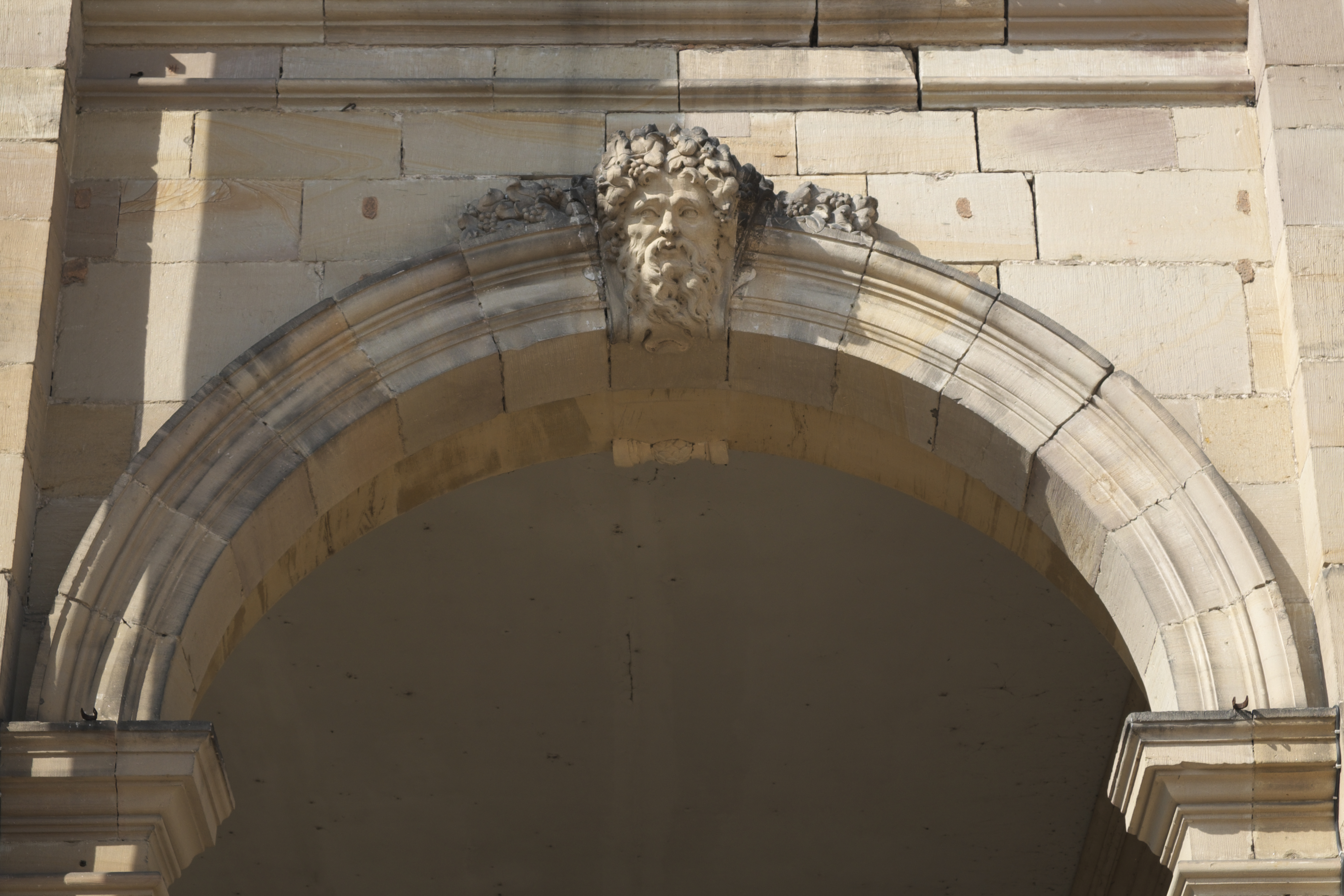
Mascaron, façades du Château de Lunéville, 1721
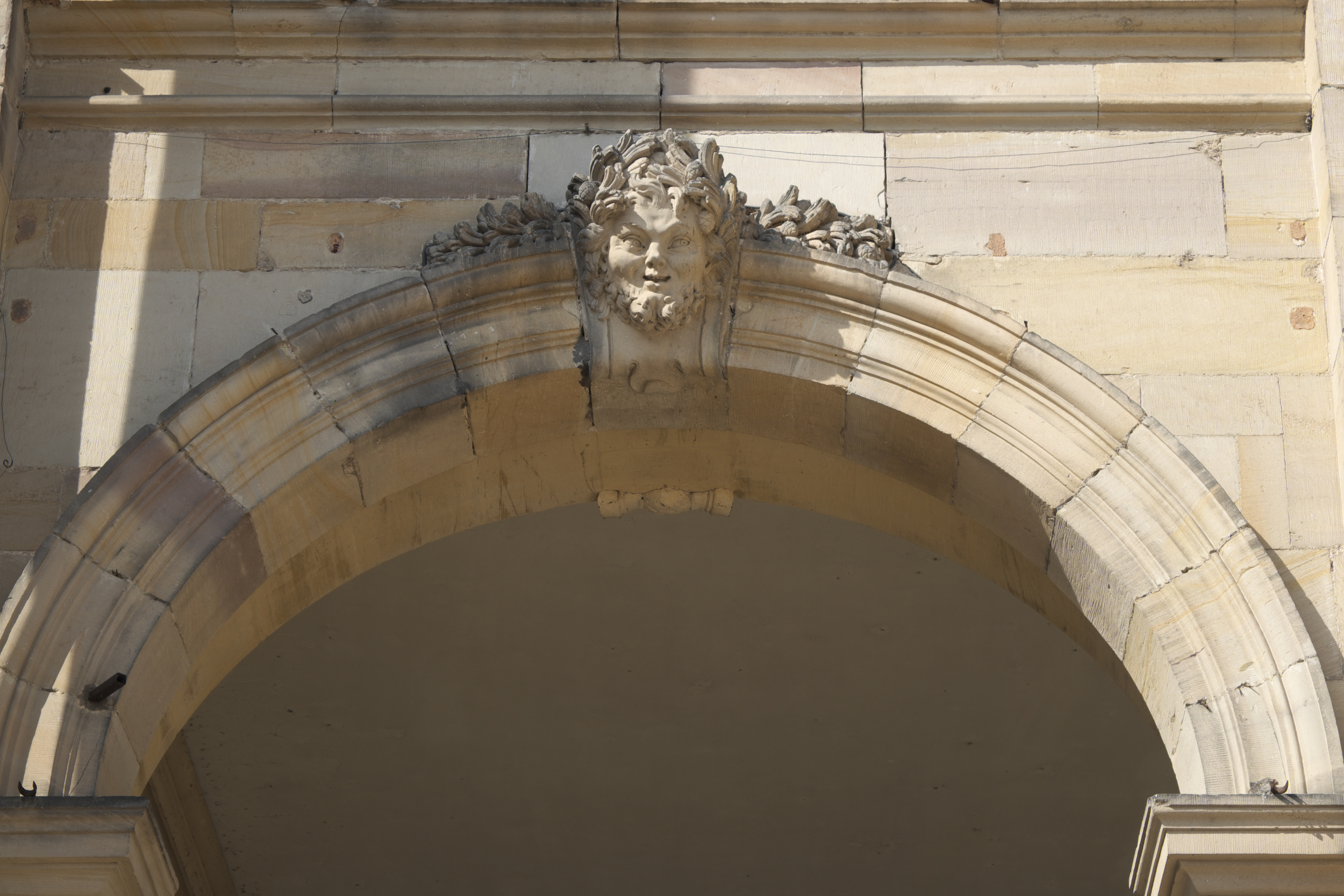
Mascaron, façades du Château de Lunéville, 1721

## Élèves
- Lambert Sigisbert Adam (1700-1759)
- Edme Dumont (1720-1775)
- Barthélemy Guibal (1699-1757)